# Guy Nosbaum
Guy Nosbaum (født 18. maj 1930 i Corbeil-Essonnes, død 13. august 1996 i Bagnolet) var en fransk roer.

## Rokarriere
Nosbaum var med i den franske firer med styrmand ved OL 1952 i Helsinki, hvor franskmændene nåede semifinalen.
Ved EM året efter roede han toer med styrmand og vandt guld sammen med Claude Martin og styrmand Daniel Forget.
Ved OL 1960 i Rom var Nosbaum igen med i fireren med styrmand, hvor resten af besætningen bestod af Robert Dumontois, Jacques Morel, Claude Martin og styrmand Jean Klein. Franskmændene blev blot nummer tre i deres indledende heat, men kvalificerede sig til semifinalen med sejr i opsamlingsheatet. I semifinalen blev de nummer to efter den tyske både, og i finalen var tyskerne igen bedst og sikrede sig guldet, mens Nosbaum og hans hold fik sølv og italienerne bronze.

## OL-medaljer
- 1960:  Sølv i firer med styrmand